# Carlos Sebastián Ferreira
Sebastián Raúl Ferreira (Asunción, Paraguay, 13 de febrero de 1998) es un futbolista paraguayo. Juega de delantero y su equipo actual es Club Olimpia de la Primera División de Paraguay. Ganó la champions con el club Olimpia 

## Trayectoria
Comenzó su carrera en las inferiores del Club Olimpia, con las cuales anotó una cantidad de 138 goles. Debutó oficialmente con el equipo Franjeado el 14 de abril de 2016, en un partido válido por la Copa Libertadores, que finalizó con goleada de 4 a 0 sobre el Deportivo Táchira. En la primera división hizo su debut el 29 de octubre de 2016, enfrentando a Deportivo Capiatá en el Estadio Lic. Erico Galeano Segovia, en un encuentro que Olimpia perdió por la mínima. Anotó su primer gol el 18 de junio de 2017 en el empate de 2 a 2 contra Sol de América.
En 2017, Ferreira fue enviado a préstamo al Independiente de Campo Grande. En ese equipo terminó consolidándose como un goleador, tras haber realizado 15 anotaciones en 30 juegos disputados. Por ello, la prensa paraguaya lo catalogó como el jugador revelación del año. Ese eco le permitió llamar la atención de clubes chilenos, estadounidenses, italianos y mexicanos. El 2 de julio de 2018 se oficializó su traspaso al fútbol mexicano con el Monarcas Morelia (hoy Mazatlán FC), club que desembolsó US$ 2.5 millones por el 80% de su pase.

## Estadísticas

### Clubes
Actualizado hasta su último partido disputado el 18 de mayo de 2025.
| Club                                | Div.          | Temporada     | Liga  | Liga  | Liga   | Copas nacionales | Copas nacionales | Copas nacionales | Copas internacionales | Copas internacionales | Copas internacionales | Total | Total | Total  |
| Club                                | Div.          | Temporada     | Part. | Goles | Asist. | Part.            | Goles            | Asist.           | Part.                 | Goles                 | Asist.                | Part. | Goles | Asist. |
| ----------------------------------- | ------------- | ------------- | ----- | ----- | ------ | ---------------- | ---------------- | ---------------- | --------------------- | --------------------- | --------------------- | ----- | ----- | ------ |
| Club Olimpia Paraguay               | 1.ª           | 2016          | 1     | 0     | 0      | ―                | ―                | ―                | 1                     | 0                     | 0                     | 2     | 0     | 0      |
| Club Olimpia Paraguay               | 1.ª           | 2017          | 14    | 1     | 0      | ―                | ―                | ―                | 1                     | 0                     | 0                     | 15    | 1     | 0      |
| Club Olimpia Paraguay               | Total club    | Total club    | 15    | 1     | 0      | 0                | 0                | 0                | 2                     | 0                     | 0                     | 17    | 1     | 0      |
| Independiente FBC Paraguay          | 1.ª           | 2017          | 11    | 2     | 0      | ―                | ―                | ―                | ―                     | ―                     | ―                     | 11    | 2     | 0      |
| Independiente FBC Paraguay          | 1.ª           | 2018          | 19    | 13    | 0      | ―                | ―                | ―                | ―                     | ―                     | ―                     | 19    | 13    | 0      |
| Independiente FBC Paraguay          | Total club    | Total club    | 30    | 15    | 0      | 0                | 0                | 0                | 0                     | 0                     | 0                     | 30    | 15    | 0      |
| Atlético Morelia · México           | 1.ª           | 2018-19       | 25    | 7     | 1      | 9                | 3                | 1                | ―                     | ―                     | ―                     | 34    | 10    | 2      |
| Atlético Morelia · México           | 1.ª           | 2019-20       | 13    | 4     | 1      | 5                | 2                | 1                | ―                     | ―                     | ―                     | 18    | 6     | 2      |
| Atlético Morelia · México           | Total club    | Total club    | 38    | 11    | 2      | 14               | 5                | 2                | 0                     | 0                     | 0                     | 52    | 16    | 4      |
| Club Libertad Paraguay              | 1.ª           | 2020          | 29    | 17    | 7      | ―                | ―                | ―                | 10                    | 3                     | 1                     | 39    | 20    | 8      |
| Club Libertad Paraguay              | 1.ª           | 2021          | 25    | 10    | 2      | ―                | ―                | ―                | 14                    | 4                     | 0                     | 39    | 14    | 2      |
| Club Libertad Paraguay              | Total club    | Total club    | 54    | 27    | 9      | 0                | 0                | 0                | 24                    | 7                     | 1                     | 78    | 34    | 10     |
| Houston Dynamo F. C. Estados Unidos | 1.ª           | 2022          | 31    | 13    | 3      | 1                | 1                | 0                | ―                     | ―                     | ―                     | 32    | 14    | 3      |
| Houston Dynamo F. C. Estados Unidos | 1.ª           | 2023          | 11    | 0     | 0      | 2                | 0                | 0                | 0                     | 0                     | 0                     | 13    | 0     | 0      |
| C. R. Vasco da Gama · Brasil        | 1.ª           | 2023          | 13    | 0     | 1      | ―                | ―                | ―                | ―                     | ―                     | ―                     | 13    | 0     | 1      |
| C. R. Vasco da Gama · Brasil        | Total club    | Total club    | 13    | 0     | 1      | ―                | ―                | ―                | ―                     | ―                     | ―                     | 13    | 0     | 1      |
| Houston Dynamo F. C. Estados Unidos | 1.ª           | 2024          | 19    | 5     | 3      | ―                | ―                | ―                | 3                     | 0                     | 0                     | 22    | 5     | 3      |
| Houston Dynamo F. C. Estados Unidos | Total club    | Total club    | 61    | 18    | 6      | 3                | 1                | 0                | 3                     | 0                     | 0                     | 67    | 19    | 6      |
| Rosario Central Argentina           | 1.ª           | 2025          | 9     | 2     | 0      | 0                | 0                | 0                | ―                     | ―                     | ―                     | 9     | 2     | 0      |
| Rosario Central Argentina           | Total club    | Total club    | 9     | 2     | 0      | 0                | 0                | 0                | ―                     | ―                     | ―                     | 9     | 2     | 0      |
| Total carrera                       | Total carrera | Total carrera | 220   | 74    | 18     | 17               | 6                | 2                | 29                    | 7                     | 1                     | 266   | 87    | 21     |
| 1. 2.                               |               |               |       |       |        |                  |                  |                  |                       |                       |                       |       |       |        |

### Selecciones nacionales
Actualizado hasta su último partido disputado el 20 de noviembre de 2022.
| Selección         | Año             | Amistosos | Amistosos | Amistosos | Eliminatorias | Eliminatorias | Eliminatorias | Continental | Continental | Continental | Mundial | Mundial | Mundial | Total | Total | Total  |
| Selección         | Año             | Part.     | Goles     | Asist.    | Part.         | Goles         | Asist.        | Part.       | Goles       | Asist.      | Part.   | Goles   | Asist.  | Part. | Goles | Asist. |
| ----------------- | --------------- | --------- | --------- | --------- | ------------- | ------------- | ------------- | ----------- | ----------- | ----------- | ------- | ------- | ------- | ----- | ----- | ------ |
| Sub-17 Paraguay   | 2014            | 1         | 0         | 0         | —             | —             | —             | —           | —           | —           | —       | —       | —       | 1     | 0     | 0      |
| Sub-17 Paraguay   | 2015            | —         | —         | —         | —             | —             | —             | 8           | 5           | 0           | 3       | 1       | 0       | 11    | 6     | 0      |
| Sub-17 Paraguay   | Total           | 1         | 0         | 0         | 0             | 0             | 0             | 8           | 5           | 0           | 3       | 1       | 0       | 12    | 6     | 0      |
| Sub-20 Paraguay   | 2017            | —         | —         | —         | —             | —             | —             | 4           | 1           | 1           | —       | —       | —       | 4     | 1     | 1      |
| Sub-20 Paraguay   | Total           | 0         | 0         | 0         | 0             | 0             | 0             | 4           | 1           | 1           | 0       | 0       | 0       | 4     | 1     | 1      |
| Absoluta Paraguay | 2022            | 4         | 0         | 0         | 1             | 0             | 0             | —           | —           | —           | —       | —       | —       | 5     | 0     | 0      |
| Absoluta Paraguay | Total           | 4         | 0         | 0         | 1             | 0             | 0             | 0           | 0           | 0           | 0       | 0       | 0       | 5     | 0     | 0      |
| Total selección   | Total selección | 5         | 0         | 0         | 1             | 0             | 0             | 12          | 6           | 1           | 3       | 1       | 0       | 21    | 7     | 1      |
| 1. 2. 3.          |                 |           |           |           |               |               |               |             |             |             |         |         |         |       |       |        |

### Hat-tricks
| 1 | 20 de octubre de 2019 | Estadio Azteca, Ciudad de México | C. F. Cruz Azul - Monarcas Morelia |  | 2 - 3 | Torneo Apertura 2019     |
| 2 | 7 de marzo de 2020    | Estadio La Huerta, Asunción      | Club Libertad - General Díaz       |  | 5 - 1 | Torneo Apertura 2021     |
| 3 | 22 de junio de 2024   | Audi Field, Washington D. C.     | D.C. United - Houston Dynamo F. C. |  | 1 - 4 | Major League Soccer 2024 |

## Palmarés

### Torneos nacionales
| Título                       | Club          | País     | Año    |
| ---------------------------- | ------------- | -------- | ------ |
| Primera División de Paraguay | Club Libertad | Paraguay | A-2021 |

### Distinciones individuales
| Distinción                                              | Año  |
| ------------------------------------------------------- | ---- |
| Goleador del Torneo Apertura 2020 (Paraguay) (13 goles) | 2020 |